# Formações tipo queijo suíço

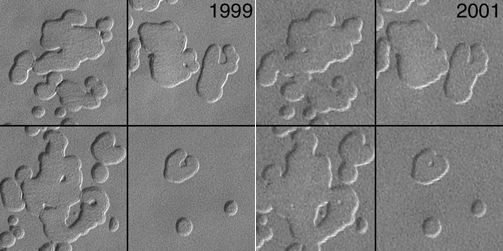
Buracos na capa polar sul, imagens obtidas em verões consecutivos no hemisfério sul, a primeira em 1999, a segunda em 2001. Mars Global Surveyor, NASA

As formações tipo queijo suíço (Swiss cheese features, ou SCFs, em inglês) são curiosos buracos em capa polar sul de Marte (quadrângulo de Mare Australe) chamadas assim devido à sua similaridade com os buracos do queijo suíço. Elas foram avistadas pela primeira vez em 2000 nas imagens da Mars Orbiter Camera. Possuem geralmente a extensão de poucas centenas de metros e 8 metros de profundidade, com uma base plana e lados íngremes. Essas formações costumam apresentar uma forma semelhante à de grãos de feijão com a curva voltada para o pólo sul, indicando que a insolação estaria envolvida em sua farmação. O ângulo do sol provavelmente contribui para suas formas curvilíneas. Próximo ao solstício de verão, o sol pode permanecer contínuamente pouco acima do horizonte; como resultado as paredes de uma depressão arredondada receberá uma maior intensidade de luz solar, derretendo mais rapidamente do que a base. As paredes derretem e recuam, enquanto a base permanece a mesma.
À medida que o gelo sazonal desaparece, as paredes desses buracos parecem escurecer consideravelmente em relação ao terreno circundante. Observou-se que estes aumentam de tamanho, ano após ano a um ritmo anual de 1 a 3 metros, sugerindo que elas se formaram em uma fina camada (8m) de gelo de dióxido de carbono sobre gelo de água.

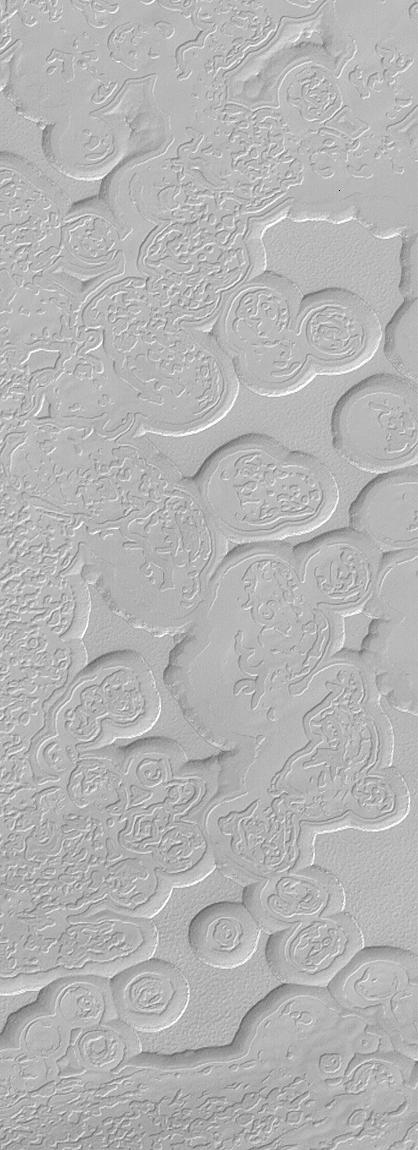
Formações tipo queijo suíço vistas pela Mars Global Surveyor.
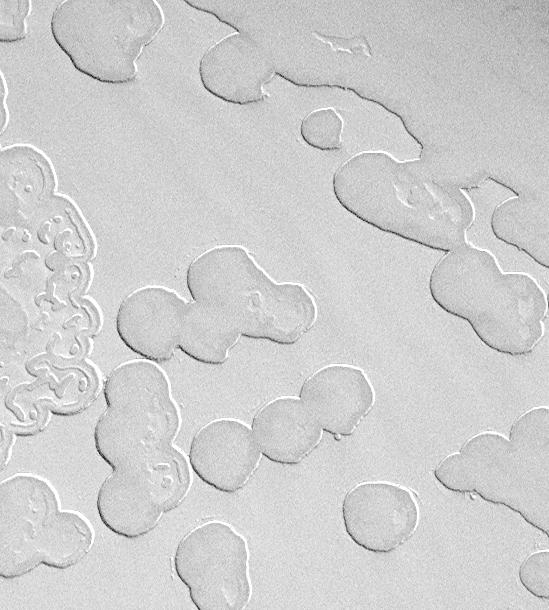
Formações tipo queijo suíço vistas pela Mars Global Surveyor exibindo camadas.
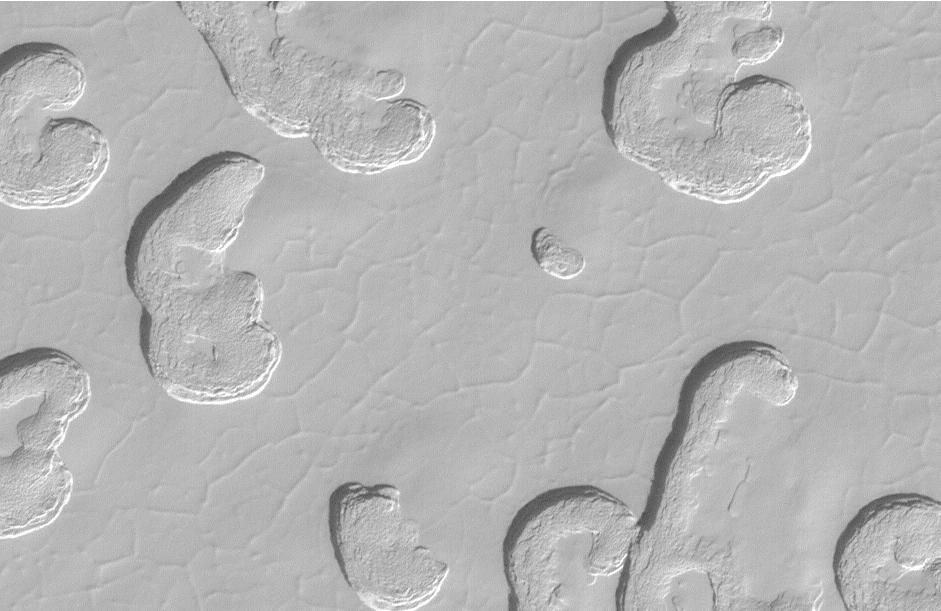
Foto aproximada do terreno semelhante a um queijo suíço, visto pela Mars Global Surveyor.